# Буддистский кризис
Буддистский кризис — период политической и религиозной напряжённости в Республике Вьетнам (Южный Вьетнам) в 1963 году.

## Причины
Кризис был спровоцирован убийством девяти гражданских лиц, протестовавших против запрета буддийского флага, 8 мая 1963 года в центре города Хюэ.

## История
Кризис шёл с мая по ноябрь 1963 года и характеризовался серией репрессивных действий со стороны правительства Республики Вьетнам и кампании гражданского сопротивления, возглавляемой главным образом буддийскими монахами.
11 июня 1963 в Сайгоне буддийский монах из Хюэ Тхить Куанг Дык совершил акт публичного самосожжения в знак протеста против притеснений буддистов режимом Нго Динь Зьема.
Для расследования возможности воздействия США на разрешение кризиса 6 сентября 1963 года во Вьетнам была направлена из США «Миссия Крулака — Менденхолла».

## Итоги
В ноябре 1963 года государственный переворот, совершённый армией Республики Вьетнам, а также арест и убийство президента Нго Динь Зьема завершили кризис.